# Râul Inn
Inn (latină Aenus; retoromană En) este un râu ce curge pe teritoriul a trei țări: Elveția, Austria și Germania. Este un afluent de dreapta al Dunării, având o lungime de 518 km. Punctul cel mai înalt al bazinului hidrografic este vârful Piz Bernina, cu o înălțime de 4049 m. Engadina este singura vale elvețiană ale cărei ape se varsă în Marea Neagră (prin intermediul Dunării).

## Cursul râului

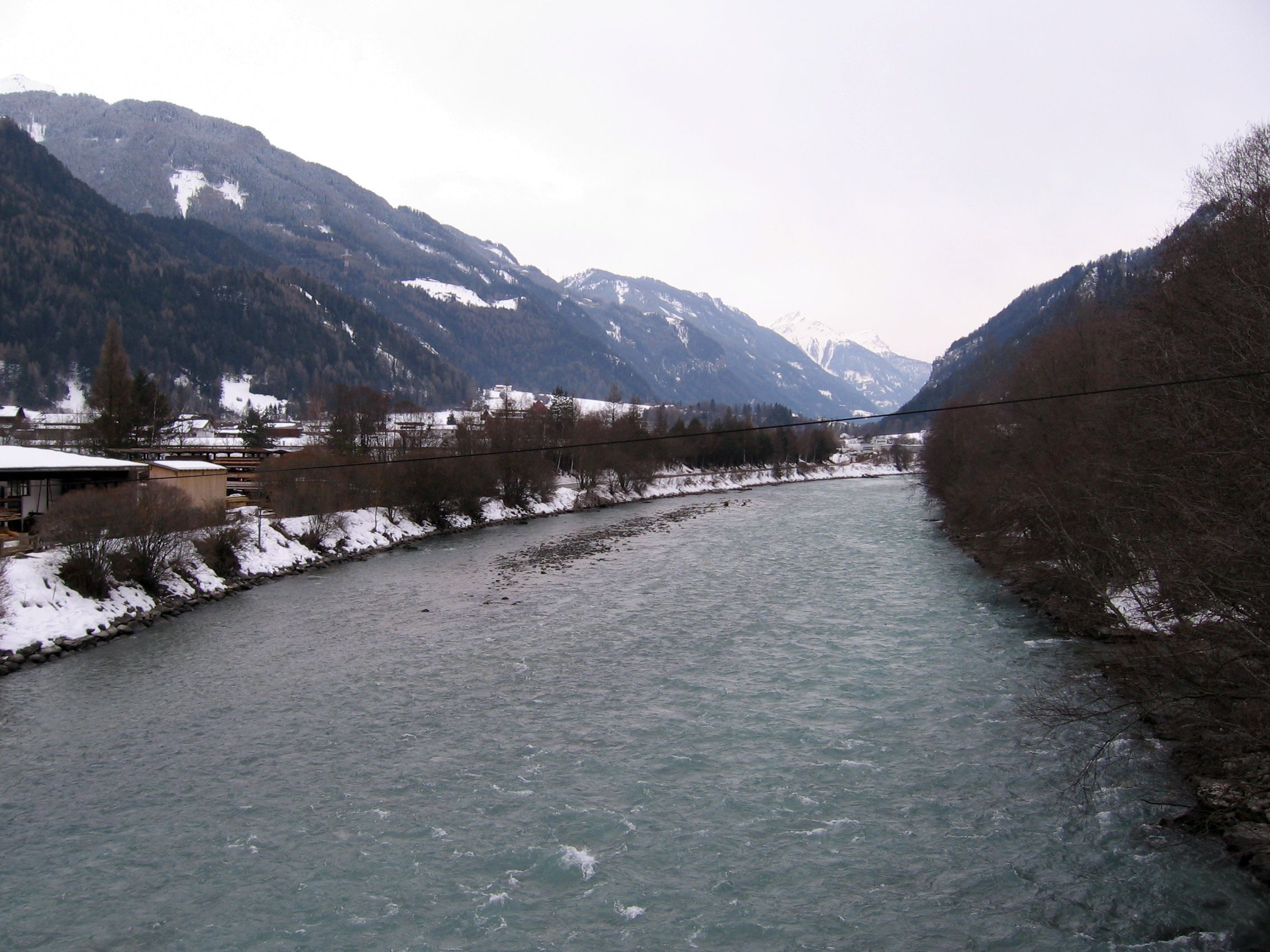
Inn-ul la Ried

Râul izvorăște din Lacul Lunghin situat în regiunea elvețiană Engadina, la înălțimea de 2.484 m. Traversează apoi lacurile Sils, Silvaplana și St. Moritz. După ce trece granița austriacă la Hochfinstermünz, formează valea Inn-ului superior și străbate land-ul austriac Tirol, iar după ce trece de capitala land-ului, Innsbruck, formează Inn-ul inferior. Inn-ul trece din Austria în Germania la Kufstein, traversează sud-estul Bavariei, iar de la Braunau, unde primește apele afluentului său Salzach, formează granița dintre Austria și Germania, până la Passau, unde se varsă în Dunăre. Tot la Passau se varsă în Dunăre și Ilz-ul. La confluență, Inn-ul care vine din Alpi are culoarea verde, Dunărea este albastră, iar Ilz-ul care vine dintr-un ținut mlăștinos are culoarea neagră. Este remarcabil modul în care apele verzi ale Inn-ului „împing” apele Dunării, fapt datorat atât debitului mare al Inn-ului cât și diferenței mari de adâncime (Inn: 1,90 m/Dunăre: 6,80 m). În medie, anual, Inn-ul aduce cu 5% mai multă apă decât Dunărea, datorită în principal apelor pe care le adună din munți și topirii zăpezii, în timp ce Dunărea are debitul constant mai tot timpul anului. Chiar dacă impresia este că ar trebui să fie vorba despre vărsarea Dunării în Inn, este îndreptățită totuși denumirea de Dunăre pentru râul rezultant. De notat și că lungimea Dunării de la izvoare până la Passau este de 647 km, față de Inn care are o lungime de numai 510 km.

## Agrement

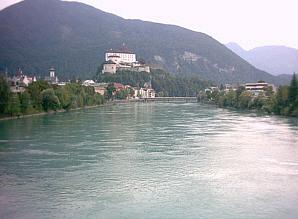
Inn-ul la Kufstein

Inn-ul oferă pe cursul său superior posibilități multiple pentru sporturi nautice precum rafting sau canotaj, alături de iahting și surfing (pe lacurile Sils și Silvaplana). De-a lungul Inn-ului, multe lacuri create prin excavare, sunt folosite pentru agrement și înot. La Rosenheim se află un muzeu de istorie a Inn-ului și a navigației pe Inn.

## Orașe pe Inn
- Elveția: St. Moritz
- Austria: Ried, Landeck, Imst, Innsbruck, Hall în Tirol, Schwaz, Rattenberg, Wörgl, Kufstein
- Germania: Rosenheim, Wasserburg am Inn, Mühldorf am Inn, Neuötting am Inn, Simbach am Inn
- Granița dintre Austria și Germania: Braunau am Inn (Austria), Obernberg am Inn (Austria), Schärding (Austria), Passau (Germania)

## Afluenți
- Pe partea dreaptă: Salzach, Alz, Murn, Sims, Rohrdorfer Ache, Kelchsauer Ache, Weißache, Kaiserbach, Wildschönauer Ache, Alpbach, Ziller, Sill, Melach, Ötztaler Ache, Pitzbach, Faggenbach, Mattig, Pram
- Pe partea stangă: Rott, Isen, Attel, Mangfall, Brandenberger Ache, Sanna

## Hidrocentrale
Pe cursul superior al Inn-ului, pe teritoriul Elveției și al Austriei, se află câteva centrale hidroelectrice, ale căror baraje servesc și pentru protecția împotriva inundațiilor.

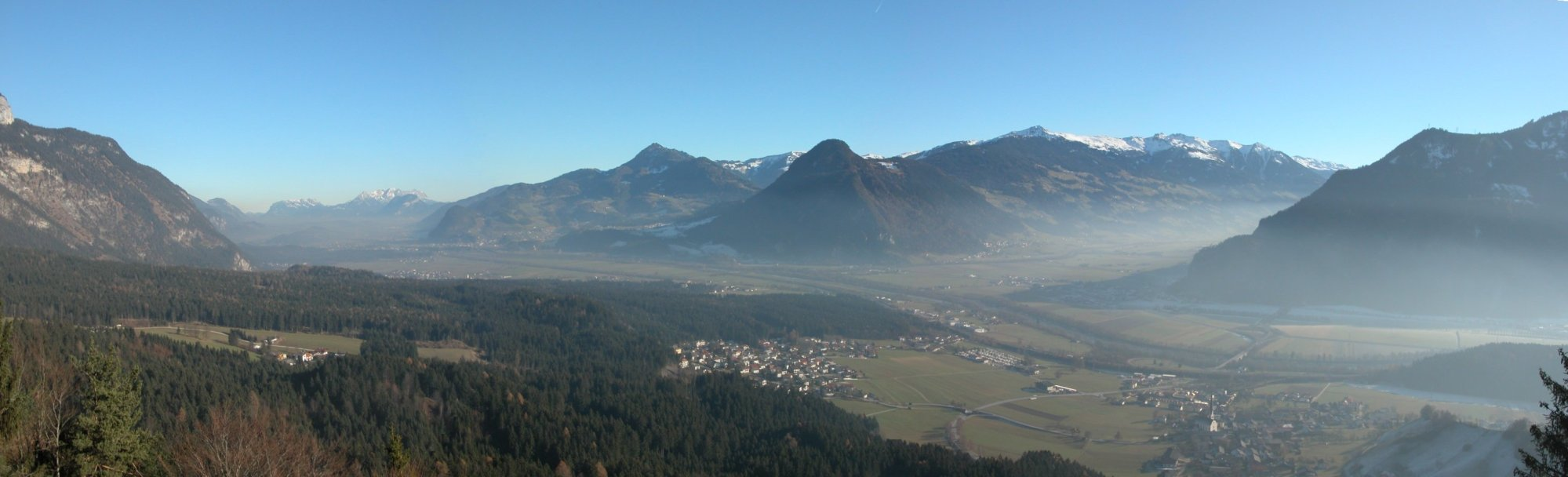
Vedere din valea Inn-ului - în partea dreaptă se vede intrarea în Alpii Zillertal

| Km   | Localizare             | Putere (MW) | Data construirii | Operator                            |  |
| ---- | ---------------------- | ----------- | ---------------- | ----------------------------------- |  |
| 5    | Passau                 | 86          | 1962             | Österreich-Bayerische Kraftwerke AG |  |
| 19   | Schärding              | 96          | 1961             | Österreich-Bayerische Kraftwerke AG |  |
| 35   | Egglfing               | 84          | 1944             | E.ON AG                             |  |
| 48   | Ering                  | 73          | 1942             | E.ON AG                             |  |
| 61   | Simbach                | 100         | 1953             | Österreich-Bayerische Kraftwerke AG |  |
| 75   | Stammham               | 23          | 1955             | E.ON AG                             |  |
| 83   | Perach                 | 21          | 1977             | E.ON AG                             |  |
| 91   | Neuötting              | 24          | 1951             | E.ON AG                             |  |
| 100  | Töging                 | -           | 1924             | E.ON AG                             |  |
| 137  | Gars am Inn            | 24          | 1938             | E.ON AG                             |  |
| 147  | Teufelsbrück bei Soyen | 24          | 1938             | E.ON AG                             |  |
| 160  | Wasserburg             | 24          | 1938             | E.ON AG                             |  |
| 173  | Feldkirchen            | 38          | 1970             | E.ON AG                             |  |
| 187  | Rosenheim              | 35          | 1960             | E.ON AG                             |  |
| 198  | Nußdorf                | 48          | 1982             | Österreich-Bayerische Kraftwerke AG |  |
| 211  | Oberaudorf/Niederndorf | 59          | 1992             | Österreich-Bayerische Kraftwerke AG |  |
| ~220 | Langkampfen/Kufstein   | 31          | 1998             | TIWAG                               |  |
| ~231 | Kirchbichl             | 23          | 1941             | TIWAG                               |  |
| ~341 | Imst                   | 89          | 1956             | TIWAG                               |  |
| ~425 | Scuol                  | 288         | 1970/1994        | Engadiner Kraftwerke AG             |  |
| ?    | S-chanf/Ova-Spin       | 50          | 1970             | Engadiner Kraftwerke AG             |  |
| ?    | St. Moritz             | 4,36        | 1921?            | E-Werke St. Moritz                  |  |